# Adolf-Grimme-Preis 1985
Der 21. Adolf-Grimme-Preis wurde 1985 verliehen. Die Preisverleihung fand am 22. März 1985 im Theater Marl statt. Die Moderation übernahm dabei Hans Abich.
Im Rahmen der Veranstaltung wurden auch weitere Preise, unter anderem auch der „Publikumspreis der Marler Gruppe“, vergeben.

## Preisträger

### Adolf-Grimme-Preis mit Gold
- Edgar Reitz, Peter Steinbach und Gernot Roll (für die Sendung Heimat: Hermännchen, WDR/SFB)

### Adolf-Grimme-Preis mit Silber
- Eberhard Kruppa (Redaktion) und Lea Rosh (Buch) (für die Sendung Vernichtung durch Arbeit. KZ-Häftlinge: Sklaven für die deutsche Industrie, SFB)
- Elke Hockerts-Werner (für die Redaktion bei Wanderungen durch die DDR, WDR)
- Peter Hajek (für Buch und Regie bei Helnwein ZDF)
- Gordian Troeller und Elmar Hügler (für die Redaktion bei Die Saat des Fortschritts oder Das Ende der Entwicklung, RB)

### Adolf-Grimme-Preis mit Bronze
- Ima Agustoni, Horst G. Weise und Rüdiger Graf (für die Sendereihe Avanti! Avanti!, BR)
- Helmut Zenker (Buch) und Peter Patzak (Regie) (für die Sendung Kottan ermittelt: Smoky und Baby und Bär, ZDF)
- Nina Kleinschmidt und Wolf-Michael Eimler (für Buch und Regie bei Unter deutschen Dächern: Und ewig stinken die Felder, RB)

### Besondere Ehrung
- Hans-Joachim Kulenkampff (für die Moderation bei verschiedenen Unterhaltungssendungen)

### Ehrende Anerkennung
- Edith Scholz (Buch und Regie) und Klaus Koch (Kamera) (für die Sendung Magische Städte: Potosi, WDR)
- Maria Meier-Reimer (für die Redaktion bei Deutsch für uns, NDR)
- Christiane Hiemsch (für die Sendung Schüler-Express: Zensur, ZDF)
- Elke Heidenreich (für die Sendereihe Else Stratmanns Anmerkungen zu Olympia, ZDF)
- Klaus Bednarz (Für die Leitung der Redaktion bei Monitor WDR)

### Sonderpreis des Kultusministers von Nordrhein-Westfalen
- Axel Corti (Buch und Regie) und Gernot Wolfgruber (Buch) (für die Sendung Herrenjahre, ZDF)

### SonderpreisLive
- Petra Mikolajczak (für die Sendung Klons, RB)

### Publikumspreis der Marler Gruppe
- Horst Königstein (für Buch und Regie zu Treffpunkt im Unendlichen, NDR/WDR/SFB)
- Marlene Linke (für die Sendung Krebs – Schlüssel zur Heilung, ZDF)
- Gordian Troeller (für Buch und Regie zu Kinder der Welt (1): …denn ihrer ist das Himmelreich, RB)